# 铜色

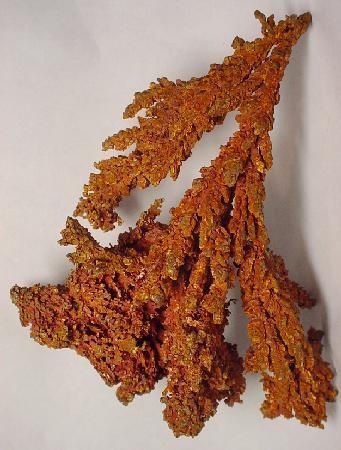
结晶化的红铜

铜色是红铜所展示的一种棕红色，颜色上近似橘红和粉红的混合。

## 类别
- 淡铜色（pale copper）
- 铜红色（copper red）
- 铜币色（copper penny）
- 铜玫瑰色（copper rose）

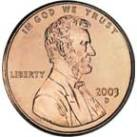
2003版的1美分硬币
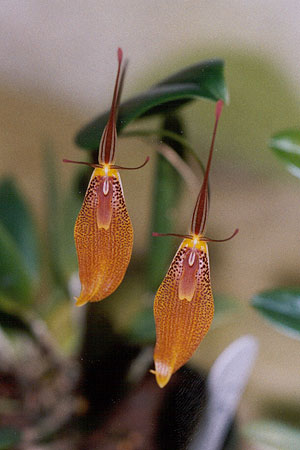
铜色甲虫兰（Restrepia cuprea）的花朵
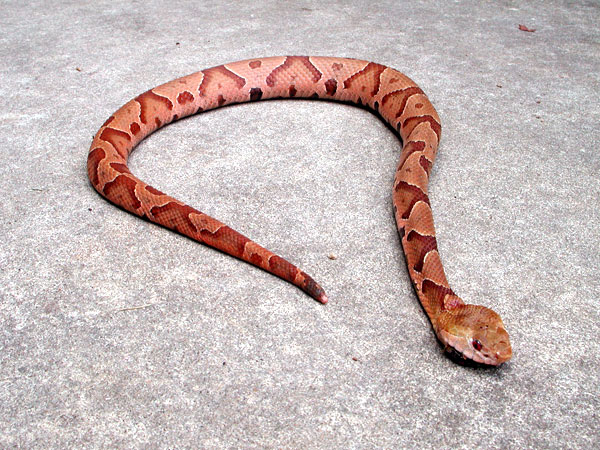
铜红色的铜头蝮